# Ptychococcus paradoxus
Ptychococcus paradoxus är en enhjärtbladig växtart som först beskrevs av Rudolph Herman Scheffer, och fick sitt nu gällande namn av Odoardo Beccari. Ptychococcus paradoxus ingår i släktet Ptychococcus och familjen Arecaceae. Inga underarter finns listade i Catalogue of Life.

## Bildgalleri

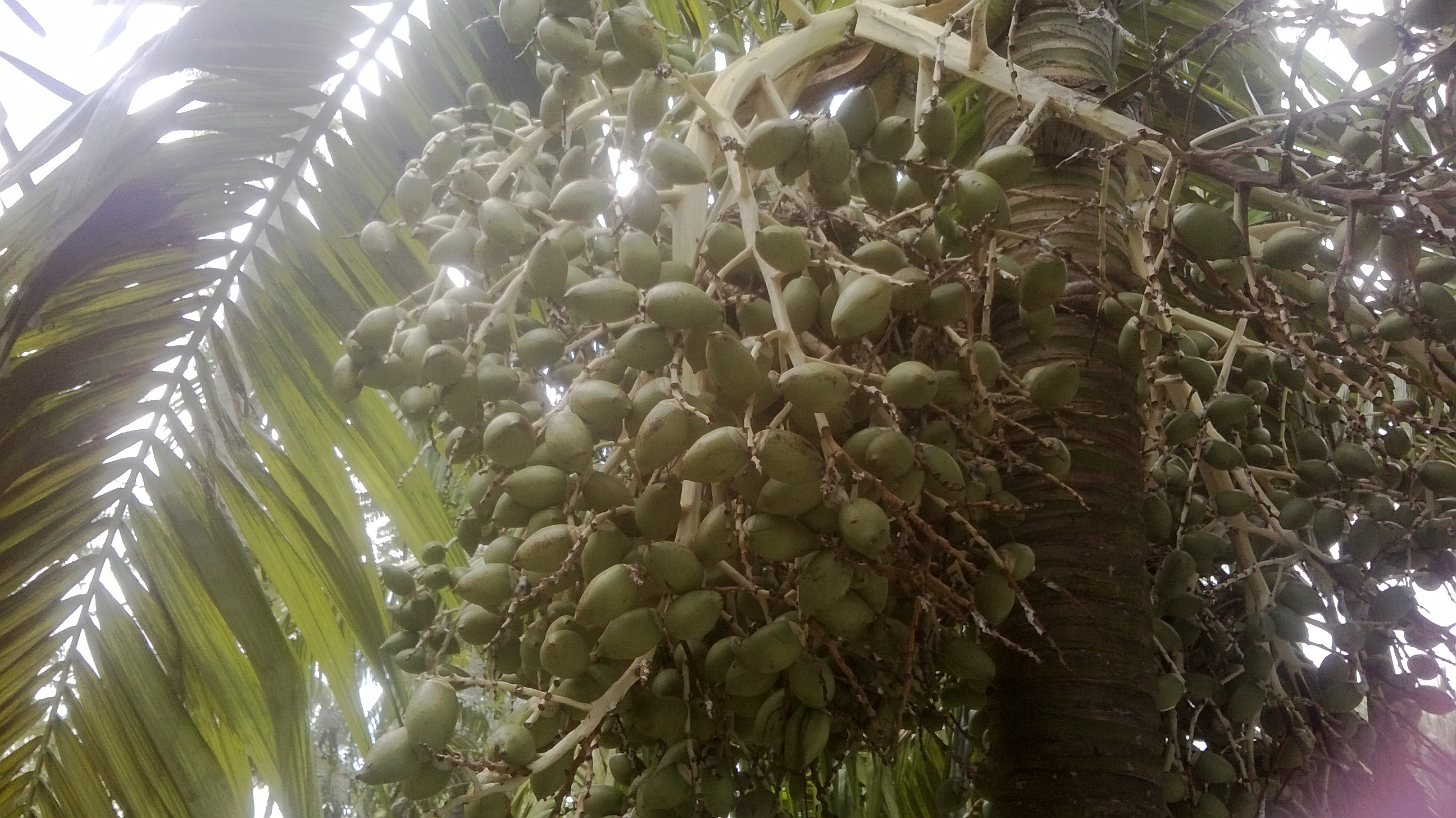
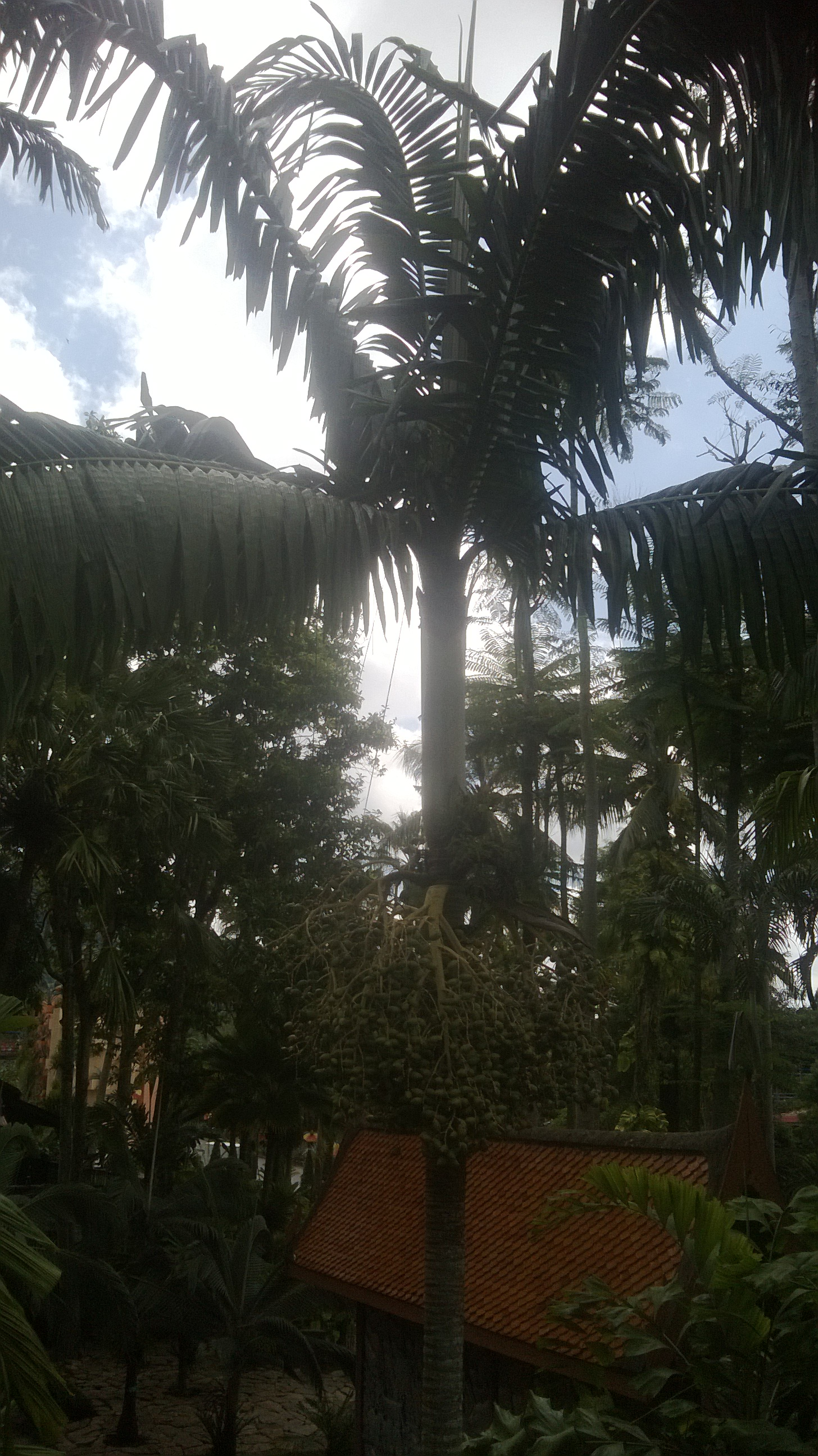